# Nogometni klub Domžale
Nogometni klub Domžale, krajše NK Domžale, je slovenski nogometni klub iz Domžal. Klub je dvakrat osvojil naslov državnega prvaka, dvakrat SuperPokal Slovenije in dvakrat Pokal Slovenije.

## Zgodovina

### Od ustanovitve do osamosvojitve
Zgodovina organiziranega igranja nogometa v Domžalah sega v leto 1921, ko je bil ustanovljen SK Disk (Športni klub Disk). Klub je igral predvsem tekme z nasprotniki iz lokalnega okolja, prve mednarodne tekme z nasprotniki iz Avstrije so bile odigrane po letu 1933. Leta 1931 je skupina nekdanjih članov zaradi ideološkega razhajanja ustanovila SK Domžale (Športni klub Domžale). Do združitve leta 1938 je bilo med kluboma odigranih več krajevnih derbijev. V sezoni 1939/40 je združeni klub nastopil v slovenski ligi - zahod.
Po drugi svetovni vojni je leta 1948 klub dobil nov stadion, zgrajen po načrtih Stanka Bloudka. Klub je vse do leta 1984 igral v nižjeligaških podzveznih ljubljanskih ligah. Najvidnejši uspeh tega obdobja je bila uvrstitev v finale pokala ljubljanske podzveze v sezoni 1964/65. Leta 1983 je mesto trenerja prevzel Dimitrije Srbu, nekdanji nogometaš ljubljanske Olimpije. Pod njegovim vodstvom je klubu uspela uvrstitev v prvo republiško ligo, v kateri so igrali vse do osamosvojitve.

### Vzponi in padci
Po osamosvojitvi Slovenije in oblikovanju nove enotne slovenske nogometne lige, je bil vanjo vključen tudi domžalski klub. Uvodno sezono je pod imenom Lek Domžale zasedel skromno 19. mesto in izpadel v drugo ligo. Povratek jim je po letih igranja v drugi ligi uspel v sezoni 1997/98. V drugi ligi so končali na tretjem mestu, v kvalifikacijskih tekmah z zadnjeuvrščenim prvoligašem Setom iz Vevč pa so si priigrali mesto v prvi ligi. Prvi dve sezoni so igrali pod imenom BS Tehnik Domžale in končali na 8. in 9. mestu prvenstvene lestvice. V sezoni 2000/01 so s končnim 10. mestom uspeli obstati v prvi ligi, sezono zatem, ob klubskem jubileju, pa so končali krepko zadnji in izpadli v drugo ligo. 

### Vzpon na vrh
Po izpadu je bil klub temeljito organizacijsko prenovljen. Na mesto športnega direktorja je bil imenovan Nenad Protega, dotedanji nogometaš kluba, mesto trenerja pa je prevzel Slaviša Stojanovič. Drugoligaško sezono so končali na prvem mestu in se ekspresno vrnili med prvoligaško druščino. Po povratku so napredovali leto za letom. Sezono 2003/04 so končali na 8. mestu, sezono kasneje pa na drugem in se prvič uvrstili v pokal Uefa. V prvem kvalifikacijskem krogu so izločili sanmarinski Domagnano, v drugem pa izraelski Ashdod. V prvem krogu jim je žreb namenil VfB Stuttgart. Po porazu na prvi tekmi v gosteh, so zmagali domačo tekmo. Kljub izpadu po skupnem izidu velja domača zmaga za enega večjih uspehov kluba. Prvoligaško sezono so z zaostankom dveh točk končali le za Gorico. Med zimskim prestopnim rokom so izpeljali prvi odmevnejši prestop igralca. Dalibor Stevanovič je za tedaj rekordno vsoto prestopil v španski Real Sociedad. Drugo mesto v prvenstvu jih je ponovno vodilo v pokal Uefa, kjer so v prvem predkrogu brez težav izločili HNK Orašje. V drugem predkrogu jim je žreb ponovno namenil izraelski Ashdod. Po zmagi v gosteh, so priigrano prednost zapravili v zadnjih minutah domače tekme in nepričakovano izpadli.
V sezoni 2006/07 jim je uspel preboj na vrh. Sezono so kočnali s 75 točkami in naskokom 17 točk pred najbližjim zasledovalcem. Med prvenstvom so izpeljali še drugi večji prestop, saj so v španski Real Betis najprej posodili, ob koncu sezone pa prodali Branka Iliča. Z osvojitvijo prvenstva so se uvrstili v kvalifikacije za Ligo prvakov. Po uspešnem prvem kvalifikacijskem krogu, ko so izločili KF Tirana, so v drugem krogu izpadli proti zagrebškemu Dinamu. Pred uvodom v sezono 2007/08 je bil obujen Superpokal Slovenije, v katerem so se Domžale pomerile s pokalnim prvakom Koprom in osvojile novo lovoriko. V prvenstvu so ponovili uspeh in s 76 točkami osvojili naslov prvaka. Po koncu sezone je prišlo do kadrovskih menjav v vodstvu kluba, po petih sezonah ga je zapustil trener Slaviša Stojanovič, kasneje pa še športni direktor Nenad Protega. Na mesto trenerja je bil imenovan Robert Pevnik. Sledil je ponovni izpad v drugem krogu kvalifikacij lige prvakov proti Dinamu in razmeroma slab start v prvoligaško sezono. Robert Pevnik je mesto trenerja zapustil konec oktobra 2008, zamenjal ga je Vlado Badžim.

## Stadion
Športni park Domžale je bil zgrajen leta 1948 po načrtih Stanka Bloudka. Kasneje je bil večkrat posodobljen, nazadnje leta 2006. Pokrita tribuna s kapaciteto 2192 sedišč je bila zgrajena leta 2004, žarometi pa so bili postavljeni leta 2005. Celotna kapaciteta stadiona trenutno znaša 3100 sedišč.

## Uspehi
- Državni prvak: 2 (2006/07, 2007/08)
- Druga liga: 1 (2002/03)
- Pokalni zmagovalec: 2 (2010/11) (2016/17)
Finalist: 2009/10
- Zmagovalci Slovenskega Superpokala: 1 (2007, 2011)
Finalist: 2008

## Člansko moštvo

### Ekipa za sezono 2020/21
| Št. | Država               | Položaj | Igralec           |
| --- | -------------------- | ------- | ----------------- |
| 1   | Slovenija            | GK      | Grega Sorčan      |
| 2   | Slovenija            | DF      | Andraž Žinič      |
| 3   | Slovenija            | DF      | Damjan Vuklišević |
| 4   | Južna Koreja         | MF      | Dohyun Kim        |
| 5   | Slovenija            | MF      | Janez Pišek       |
| 6   | Slovenija            | DF      | Tilen Klemenčič   |
| 7   | Slovenija            | MF      | Til Mavretič      |
| 8   | Slovenija            | MF      | Tamar Svetlin     |
| 9   | Slovenija            | FW      | Dario Kolobarić   |
| 10  | Bosna in Hercegovina | MF      | Senijad Ibričić   |
| 11  | Hrvaška              | FW      | Tonči Mujan       |
| 12  | Slovenija            | DF      | Gregor Sikošek    |
| 14  | Estonija             | MF      | Mattias Käit      |
| 15  | Avstrija             | DF      | Denis Adamov      |

| Št. |            | Položaj | Igralec                |
| --- | ---------- | ------- | ---------------------- |
| 16  | Slovenija  | FW      | Nikola Jovićević       |
| 19  | Slovenija  | MF      | Žiga Repas             |
| 20  | Slovenija  | DF      | Sven Šoštarič Karič    |
| 21  | Slovenija  | FW      | Matej Podlogar         |
| 23  | Slovenija  | DF      | Žiga Dajčman           |
| 24  | Slovenija  | DF      | Ivan Makovec           |
| 25  | Makedonija | FW      | Emir Saitoski          |
| 26  | Hrvaška    | MF      | Marko Martinović       |
| 27  | Slovenija  | DF      | Tibor Gorenc Stankovič |
| 28  | Slovenija  | FW      | Nick Perc              |
| 29  | Avstrija   | FW      | Arnel Jakupović        |
| 30  | Slovenija  | FW      | Nikola Filip Ostojič   |
| 31  | Slovenija  | MF      | Jošt Pišek             |
| 40  | Slovenija  | GK      | Lovro Štubljar         |
| 41  | Slovenija  | GK      | Rok Bržan              |
| 42  | Slovenija  | DF      | Jošt Urbančič          |
| 81  | Srbija     | FW      | Predrag Sikimić        |
| 84  | Slovenija  | GK      | Ajdin Mulalić          |
| 88  | Francija   | MF      | Marco Da Silva         |
| 89  | Slovenija  | FW      | Slobodan Vuk           |
| 90  | Hrvaška    | MF      | Zeni Husmani           |